# Sarah Sjöströmová
Sarah Fredrica Sjöströmová (* 17. srpna 1993 Salem) je švédská plavkyně.
Již jako čtrnáctiletá vyhrála závod na 100 metrů motýlek na mistrovství Evropy v plavání 2008, o rok později se na stejné trati stala mistryní světa. Celkově má čtyři tituly mistryně světa v dlouhém bazénu a tři v krátkém bazénu, je jedenáctinásobnou mistryní Evropy v dlouhém bazénu a pětinásobnou v krátkém bazénu. Na olympiádě 2012 skončila ve finále na 100 m motýlek na čtvrtém místě. Na hrách v Rio de Janeiru 2016 se stala první švédskou reprezentantkou, která vyhrála olympijský titul v ženském plavání, když na 100 metrů motýlek vylepšila vlastní světový rekord na 55,48 s. Kromě toho získala ve volném způsobu stříbrnou medaili na 200 metrů a bronzovou na 100 metrů.
Získala stipendium, udělované o narozeninách princezny Viktorie talentovaným švédským sportovcům, byla vyhlášena nejlepší evropskou plavkyní roku 2015, také obdržela zlatou medaili Svenska Dagbladet a cenu Radiosportens Jerringpris.